# Чокуев, Курбан Крымханович
Чокуев Курбан Крымханович (род. 2 июня 1993, в Хасавюртовском районе с. Эндирей) — российский спортсмен, специализирующийся на единоборствах, двукратный чемпион мира по панкратиону, трёхкратный чемпион России по панкратиону, мастер спорта России по панкратиону. 